# Bien Cultural Importante de Japón

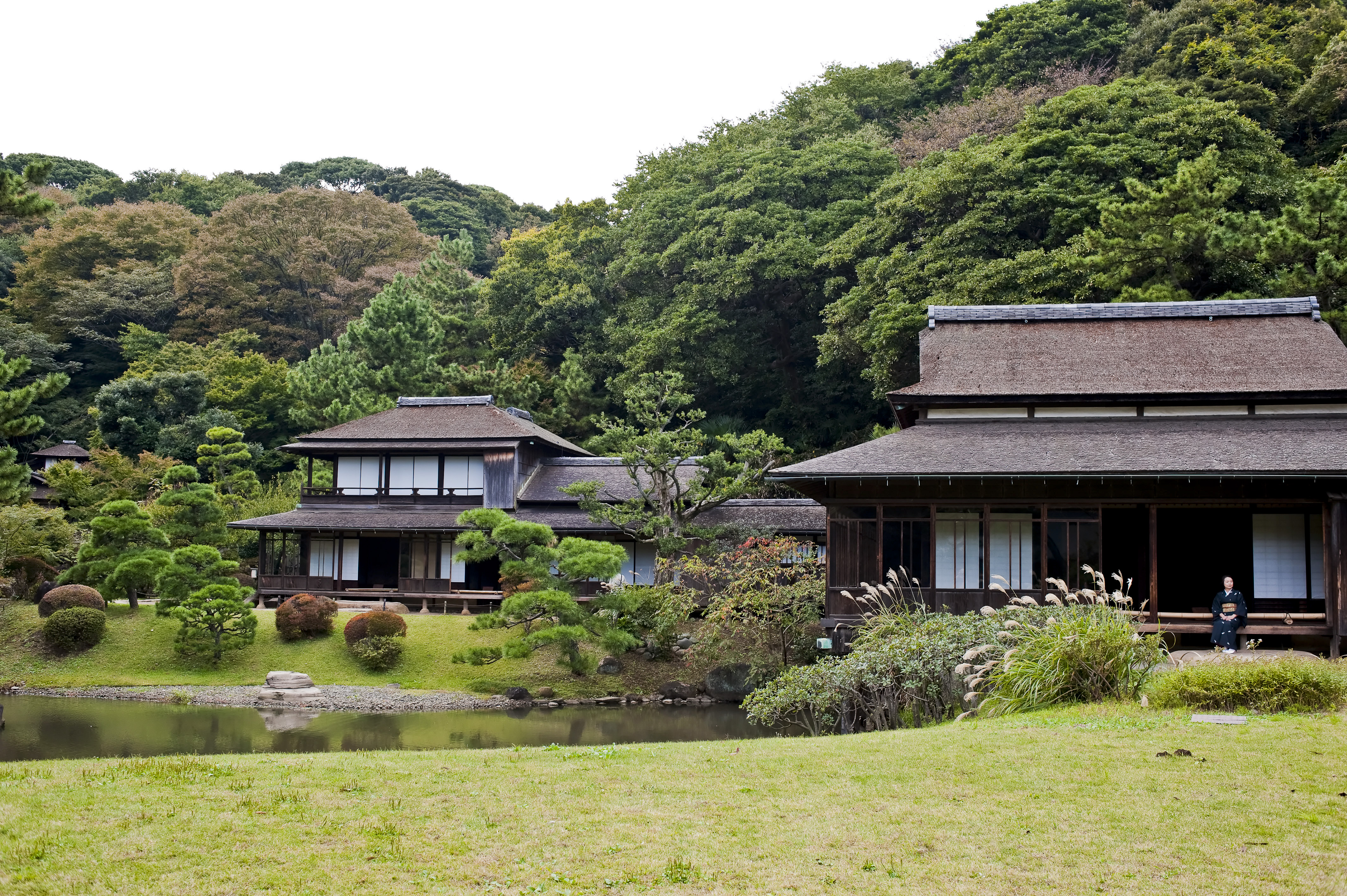
Jardín japonés Sankei-en en Yokohama, designado Bien Cultural Importante.

Un Bien Cultural Importante (重要文化財 jūyō bunkazai?), Bien Cultural Importante de Japón,  Propiedad Cultural Importante de Japón o más sencillamente abreviado en japonés como jūbun (重文?), es un elemento clasificado oficialmente como Bien Cultural Tangible por la Agencia para Asuntos Culturales y considerado de especial importancia para el pueblo japonés.

## Clasificación de bienes culturales
Para proteger el patrimonio cultural de Japón, se promulgó la Ley para la Protección de los Bienes Culturales como un "sistema de designación" (指定制度?) bajo la cual los elementos importantes se asignan como Bienes Culturales, lo que impone restricciones a su alteración, reparación y exportación. Además del 'sistema de designación', existe un "sistema de registro" (登録制度?), que garantiza un menor nivel de protección y soporte, como Bien Cultural de Japón.
Los bienes culturales se clasifican de acuerdo a su naturaleza. Los bienes designados como Bienes Culturales Tangibles (a diferencia de los Bienes Culturales Intangibles) son productos culturales de alto valor histórico o artístico, tales como santuarios, templos y otras estructuras, pinturas, esculturas, artesanías, obras de caligrafía, libros antiguos, documentos históricos, restos arqueológicos y otros elementos similares. Posteriormente, si satisfacen una serie de criterios, y mediante un procedimiento regulado, pueden ser designados como Bienes Culturales Importantes o mediante otra designación, Tesoros Nacionales (国宝?) para aquellos bienes especialmente valiosos. 
La designación puede llevarse a cabo a nivel ciudad (市定重要文化財 ciudad designada como Bien Cultural Importante?), prefectural (県定重要文化財 prefecturalmente designada como Bien Cultural Importante?) o nacional  (国定重要文化財 nacionalmente designada como Bien Cultural Importante?). En este último caso, la agencia designadora a menudo no está especificada. Pueden coexistir distintos niveles de designación. Por ejemplo, Sankei-en, un jardín tradicional de estilo japonés en Naka-ku (Yokohama), es a la vez designado como Bien Cultural Importante a nivel de ciudad y nación.

## Algunos Bienes Culturales Importantes de Japón

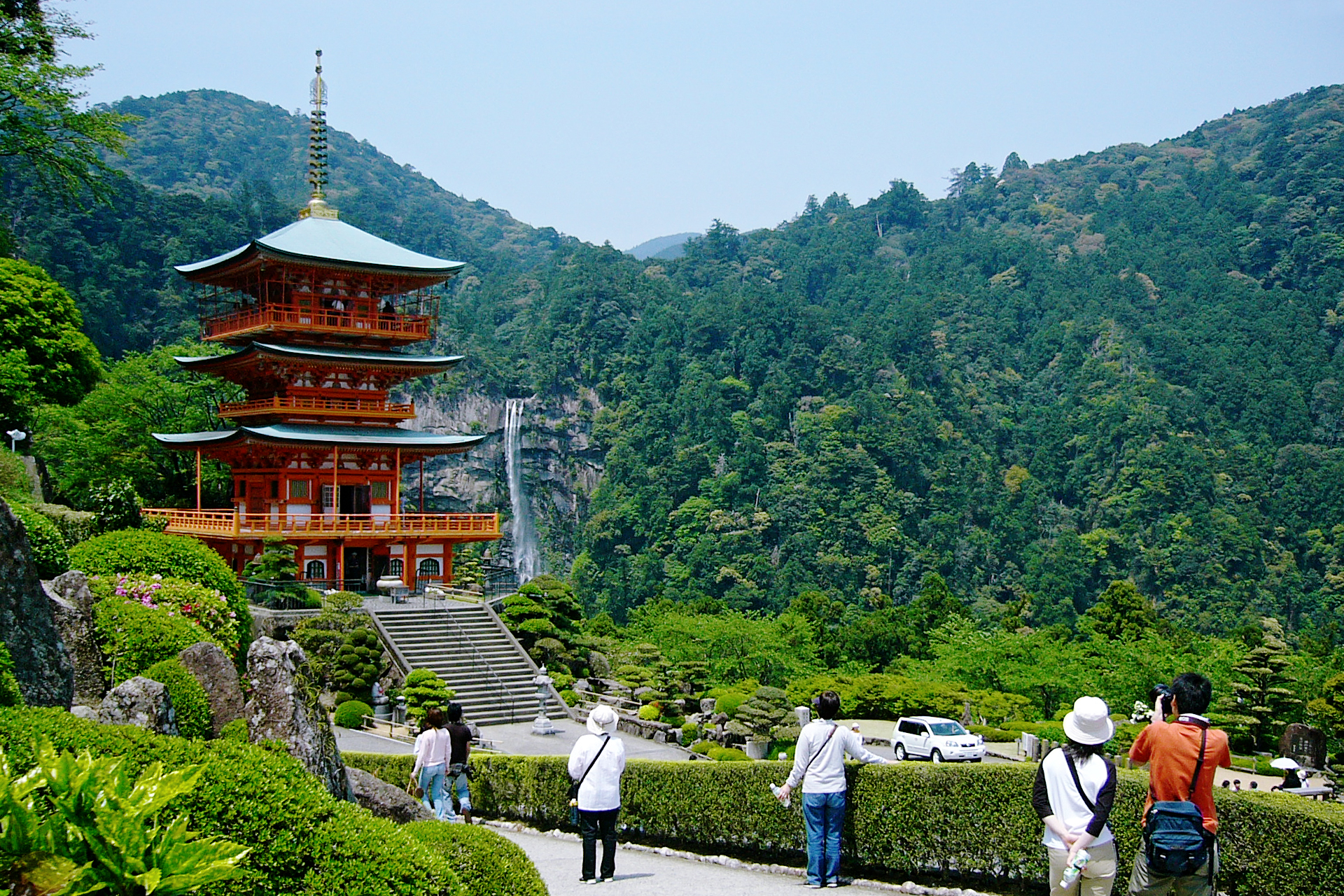
Seiganto-ji, Prefectura de Wakayama
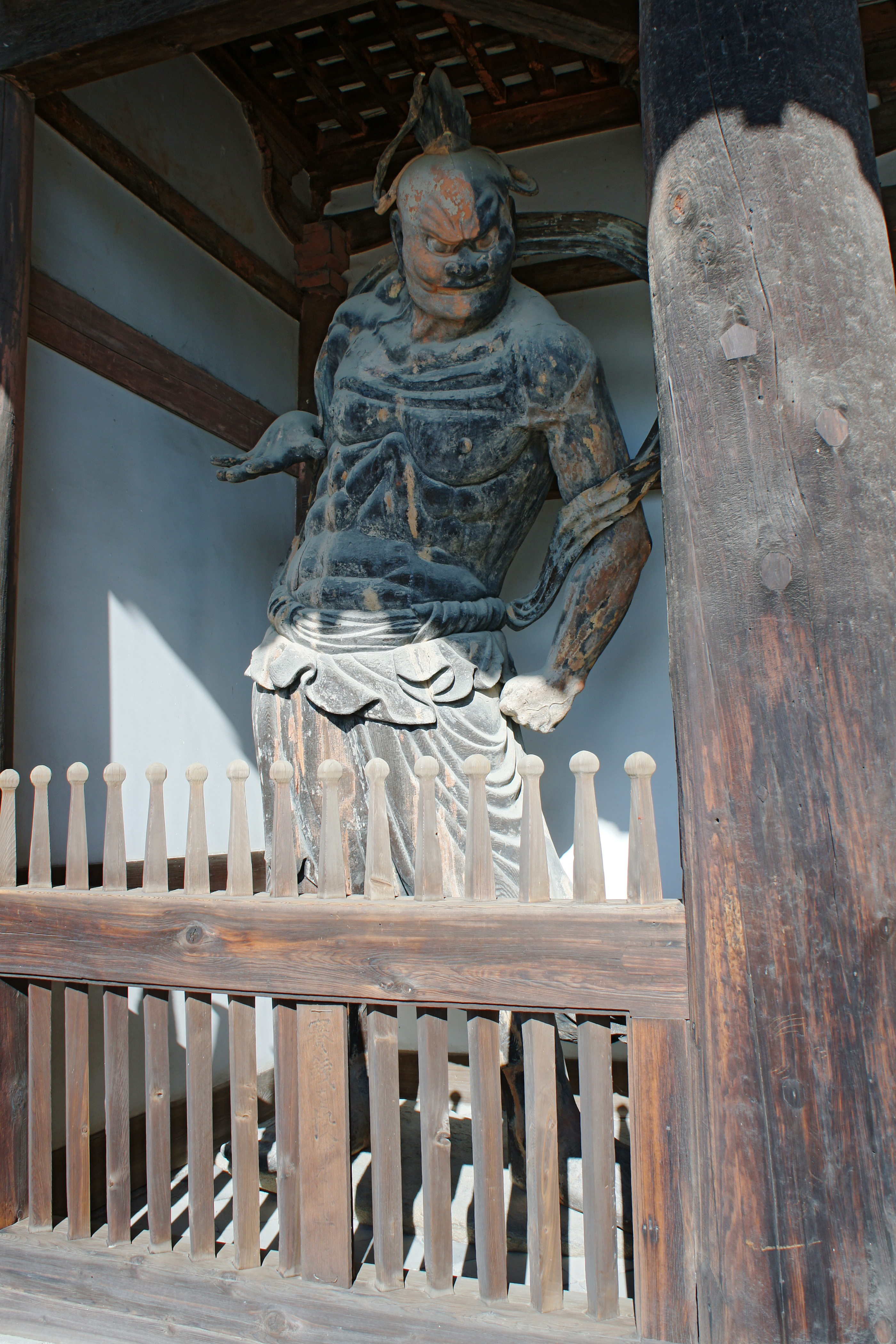
Un Niō en Hōryū-ji, Nara
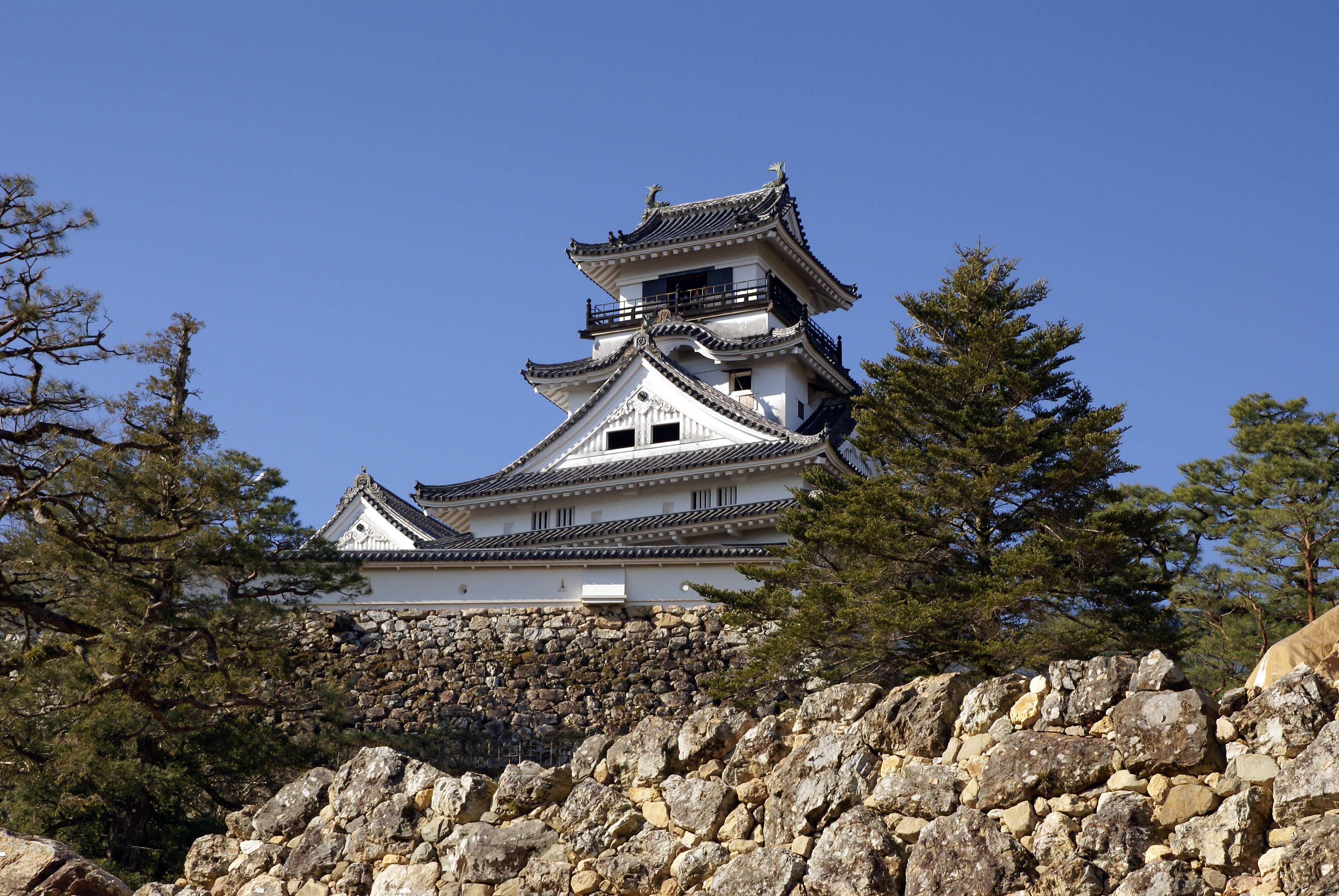
Castillo Kōchi, Prefectura de Kōchi
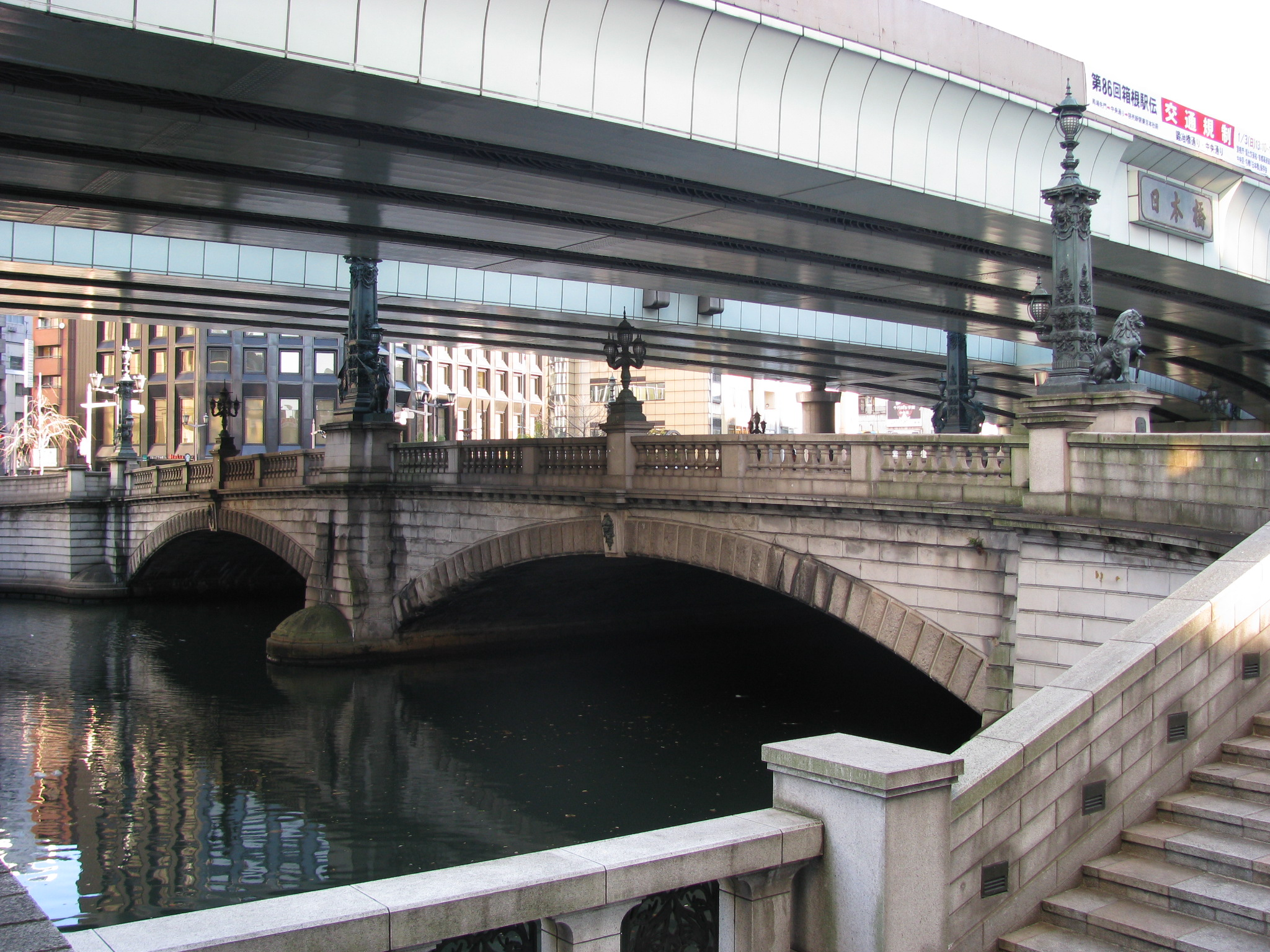
Puente Nihon en Nihonbashi, Tokio
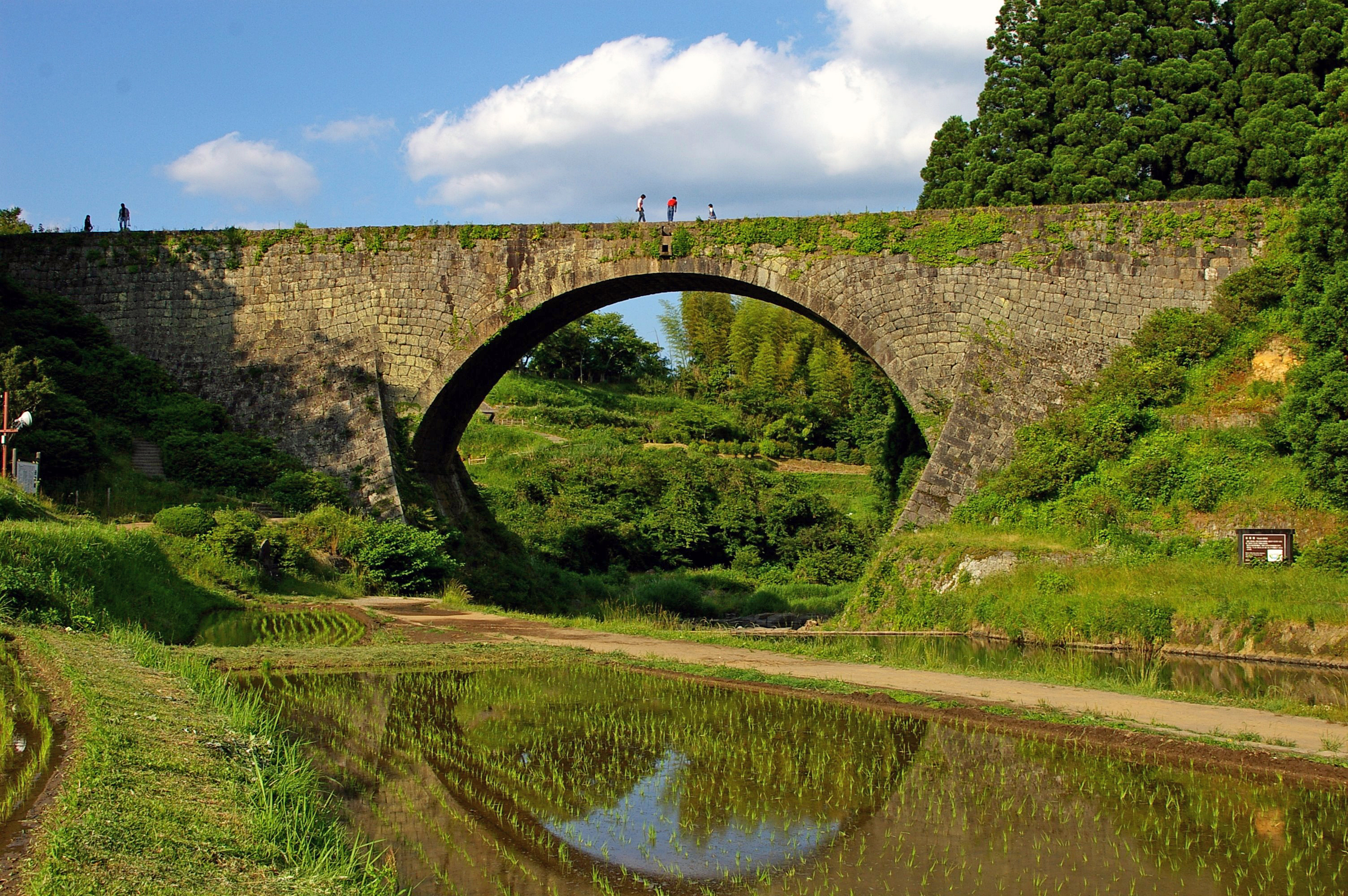
Puente de Tsūjun, Prefectura de Kumamoto
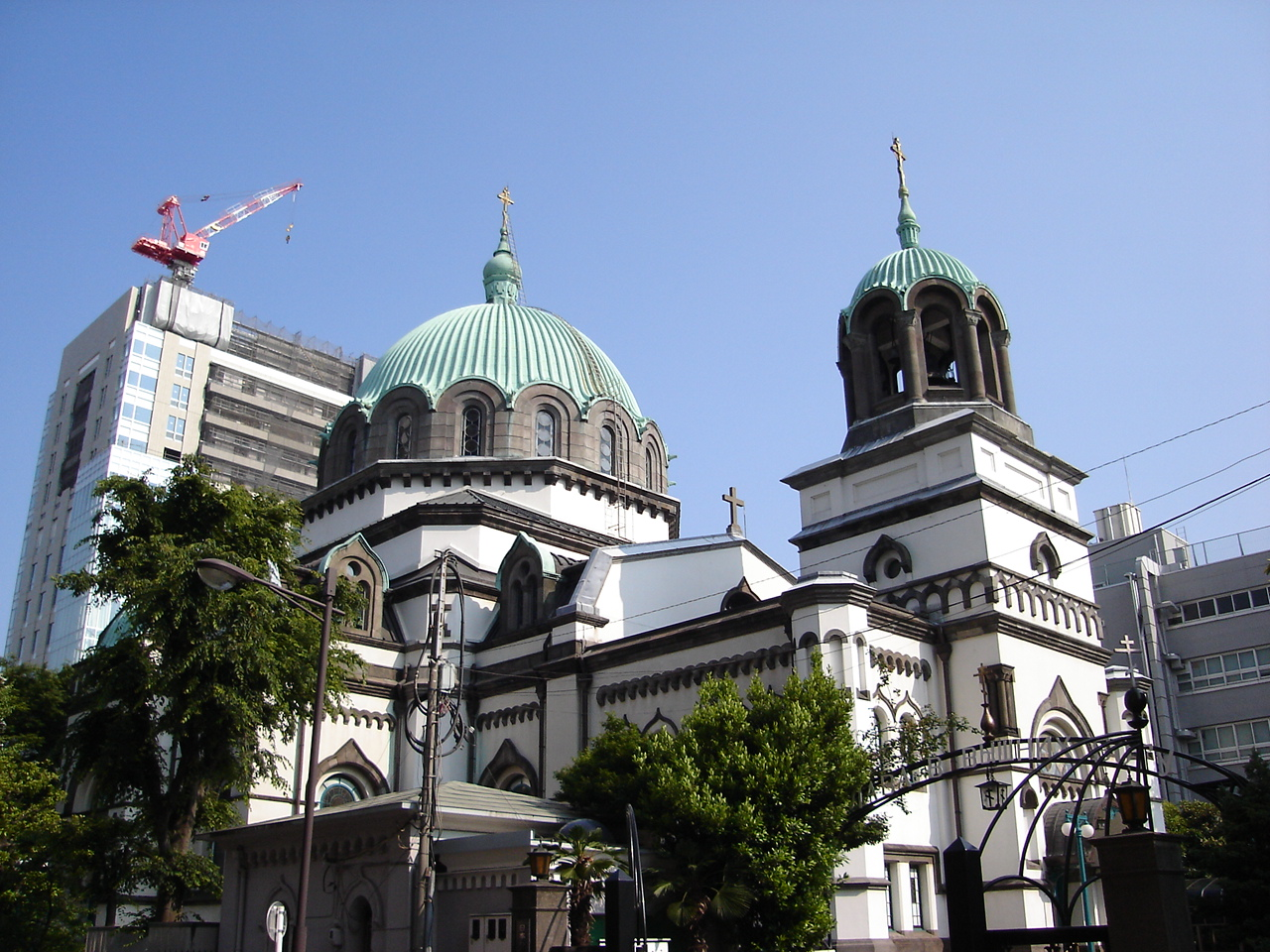
Catedral de la Santa Resurrección en Tokio
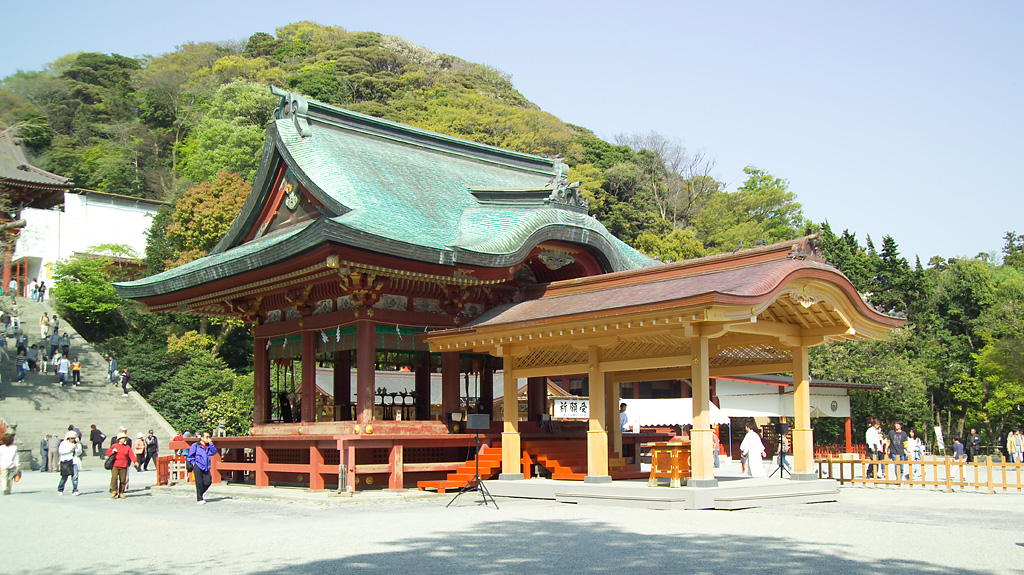
Tsurugaoka Hachiman-gū en Kamakura (Kanagawa)
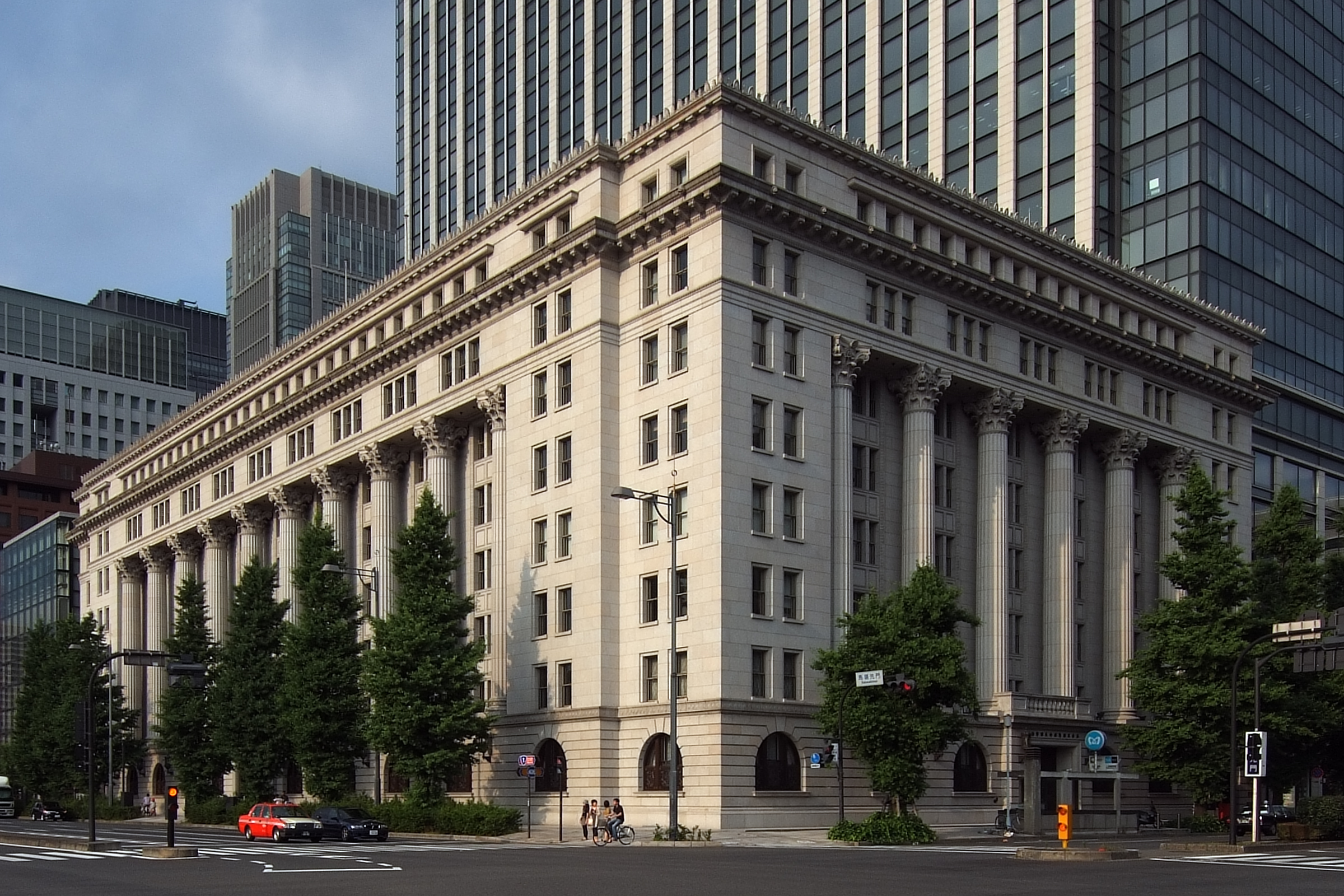
Meiji Seimei Kan en Tokio
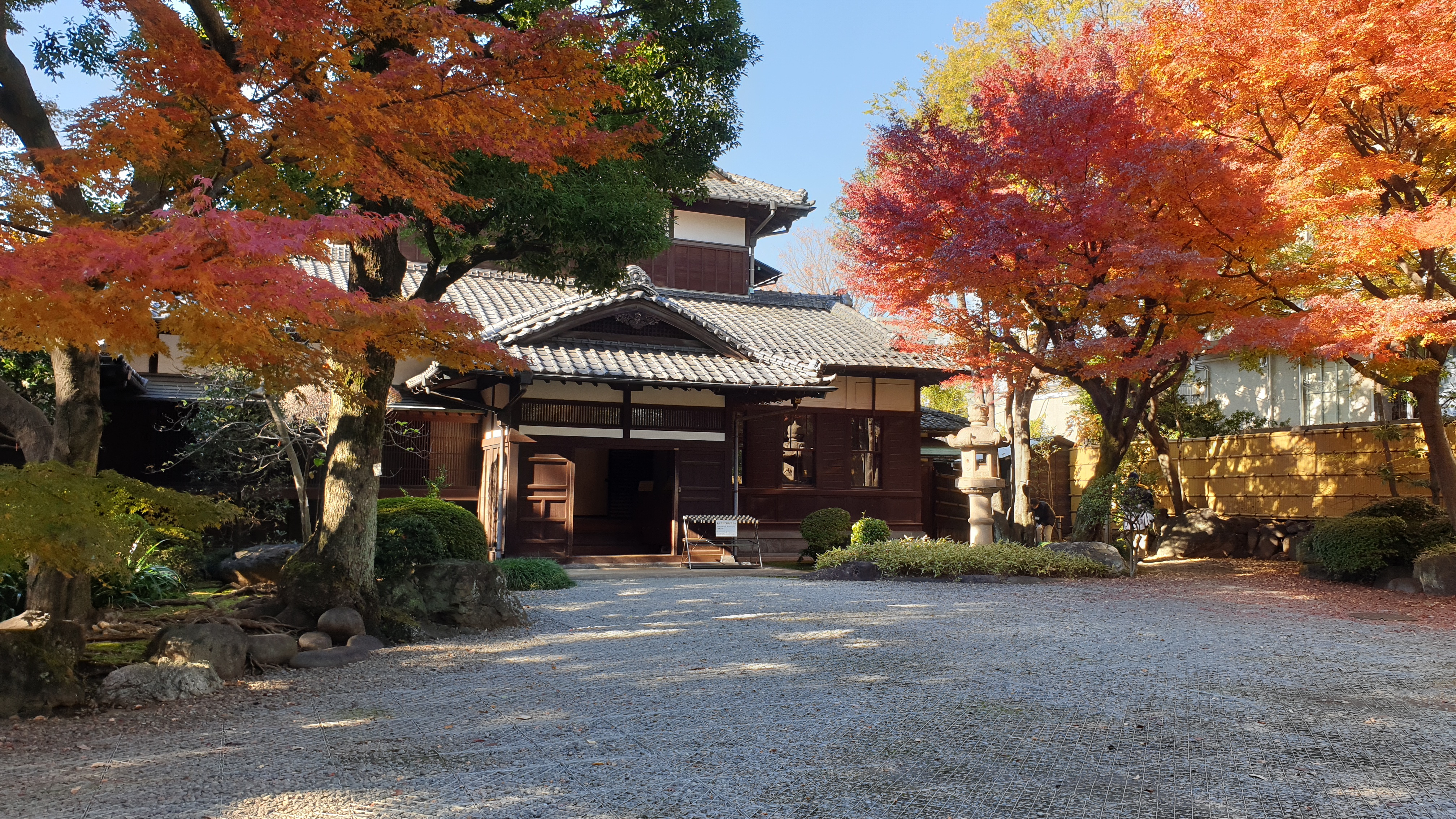
Casa Kyu Asakura en Shibuya, Tokio